# Catumbi
Le quartier de Catumbi, situé proche du Centre de Rio de Janeiro, se trouve juste en bas du célèbre quartier Santa Teresa. Du fait de sa situation géographique, il se trouve entouré par de nombreux bidonvilles ou favelas, ce qui fait de lui l'un des quartiers les plus dangereux de la ville.